# Grudzielec
Grudzielec [pronunciación en polaco: /ɡruˈd͡ʑɛlɛt͡s/] es un pueblo ubicado en el municipio (gmina) de Raszków, en el distrito de Ostrów Wielkopolski, voivodato de Gran Polonia (Polonia). Según el censo de 2011, tiene una población de 537 habitantes.
Está situado aproximadamente a 9 kilómetros al noreste de Raszków, a 17 kilómetros al noreste de Ostrów Wielkopolski y a 92 kilómetros al sureste de la capital regional, Poznań.